# 芒西乌
芒西乌（法語：Mancioux，法語發音：[mɑ̃sju]）是法国上加龙省的一个市镇，属于圣戈当区。

## 地理
芒西乌（43°9'28"N, 0°57'5"E）面积7.22 平方千米，位于法国奧克西塔尼大區上加龙省，该省份为法国西南部内陆省份，西南端与西班牙接壤，自此顺时针与上比利牛斯省、热尔省、塔恩-加龙省、塔恩省、奥德省和阿列日省接壤。
与芒西乌接壤的市镇（或旧市镇、城区）包括：勒弗雷谢、欧扎斯、布桑斯、拉菲特图皮耶尔、加龙河畔罗克福尔、圣马托里。

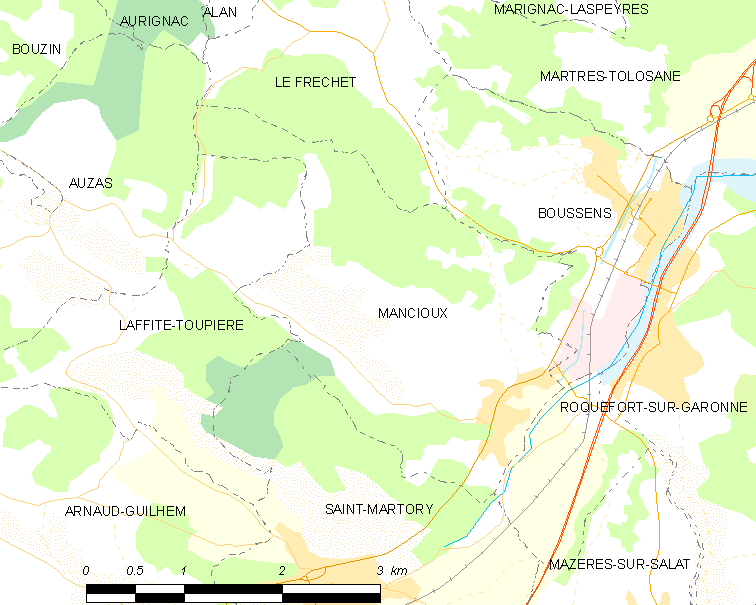
芒西乌的OSM定位图

芒西乌的时区为UTC+01:00、UTC+02:00（夏令时）。

## 行政
芒西乌的邮政编码为31360，INSEE市镇编码为31314。

## 政治
芒西乌所属的省级选区为巴涅尔德吕雄县。

## 人口

1962-2008年间芒西乌人口变化图示

芒西乌于2022年1月1日时的人口数量为379人。